# Niptus ventriculus
Niptus ventriculus is een keversoort uit de familie klopkevers (Ptinidae). De wetenschappelijke naam van de soort werd in 1859 gepubliceerd door John Lawrence LeConte.